# Ob
Der Ob (russisch Обь, fem.) ist ein 3650 km langer Strom in Westsibirien (Russland). Er entspringt in Südsibirien und fließt in die zum Arktischen Ozean (Nordpolarmeer) gehörende Karasee.

## Flussnamen
Weitere Namen des Ob sind mansisch und chantisch Ас (As, wörtlich „großes Wasser“), nenzisch Саля-ям (Salja-Jam, wörtlich „Landzungen-Fluss“), selkupisch Колд (auch Колтте, Колтту, Колта; entsprechend Kold, Koltte, Kolttu, Kolta), Куай (auch Квай; entsprechend Kuai, Kwai; wörtlich „Seele“), Еме (auch Ема, Эме; entsprechend Jeme, Jema, Eme; wörtlich „Mutter“), tatarisch Омар (auch Умар, Эмар, Умар-Ыймар, Умар-Дьюмар; entsprechend Omar, Umar, Emar, Umar-Ymar, Umar-Djumar) und teleutisch Тойбодым (Toibodym; wörtlich „großer Fluss“).

## Flussverlauf

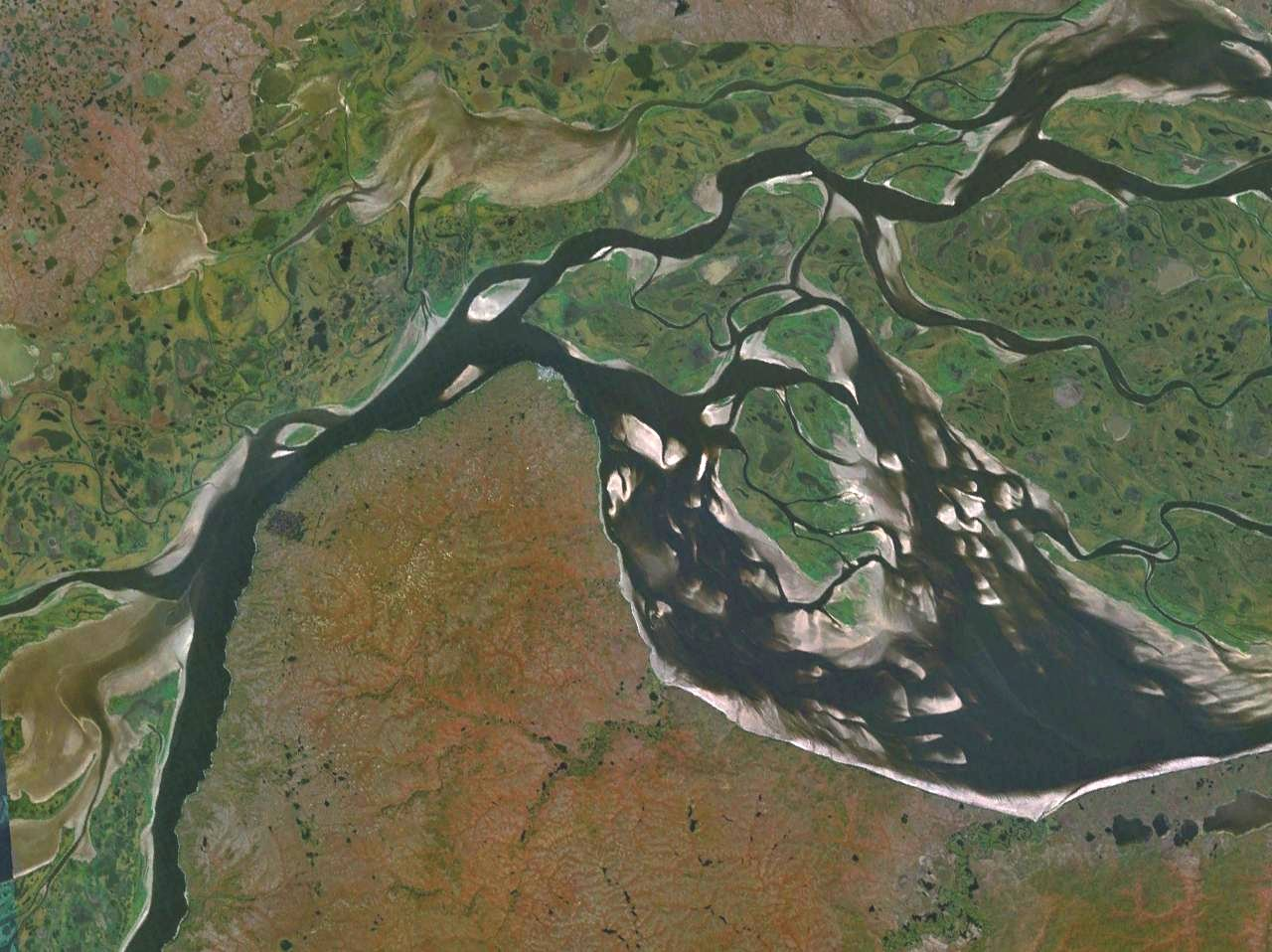
Satellitenbild der Obmündung

Der Fluss Ob entsteht durch die Vereinigung der beiden aus dem südsibirischen Altai kommenden Flüsse Bija und Katun nahe der Stadt Bijsk. Er passiert die Stadt Barnaul und fließt in den Nowosibirsker Stausee, an dessen Talsperre die Großstadt Nowosibirsk liegt.
Dann fließt er in nordwestlicher Richtung durch das Westsibirische Tiefland. Dabei passiert er die Städte Nischnewartowsk, Surgut und Chanty-Mansijsk. Nach der zuletzt genannten Stadt und etwa 300 km weiter nordwestlich teilt sich der Ob in den Großen Ob und Kleinen Ob auf (446 beziehungsweise 456 km lang), die sich in nördlicher Richtung – östlich des Urals – fließend noch vor dem nordsibirischen Salechard wieder vereinigen.
Von dieser Stadt, wo der Ob in Richtung Osten abknickt, um etwa parallel des nördlichen Polarkreises zu fließen, ist es für russisch-sibirische Verhältnisse nur noch eine kurze Distanz bis zu seiner Mündung in den Obbusen (Обская губа, Obskaja guba). Dieser 750 km lange sowie bis zu 70 km breite Meerbusen ist allerdings kein Flusslauf mehr, sondern als Ästuar bereits Teil der Karasee, die wiederum zum Arktischen Ozean (Nordpolarmeer) gehört. Allerdings weist er, angetrieben von den großen Wassermassen des Ob, eine starke nach Norden fließende Strömung auf.

## Hydrologie

### Flusslängen
Die Länge des Obs kann auf verschiedene Weise gemessen werden:
- 3650 km[1] = Ob ohne Katun (längster Quellfluss)
- 4338 km = Ob mit Katun = Ob–Katun
- 5410 km = Irtysch–Ob = Länge des Irtysch (4248 km) + Länge Ob-Unterlauf (1162 km)

Je nach Art der Messung steht der Ob an vierter, sechster, fünfzehnter oder vierundzwanzigster Stelle in der Liste der längsten Flüsse der Erde.
Zu den 5410 km maximaler Flusslänge (Irtysch–Ob) kann man noch die Länge des 750 km langen Obbusen, dem langgezogenen Ästuar des Ob, hinzuzählen, so dass sich von der Quelle des Irtysch bis zum Nordende des Ästuars insgesamt 6160 km Fließstrecke ergeben.

### Einzugsgebiet

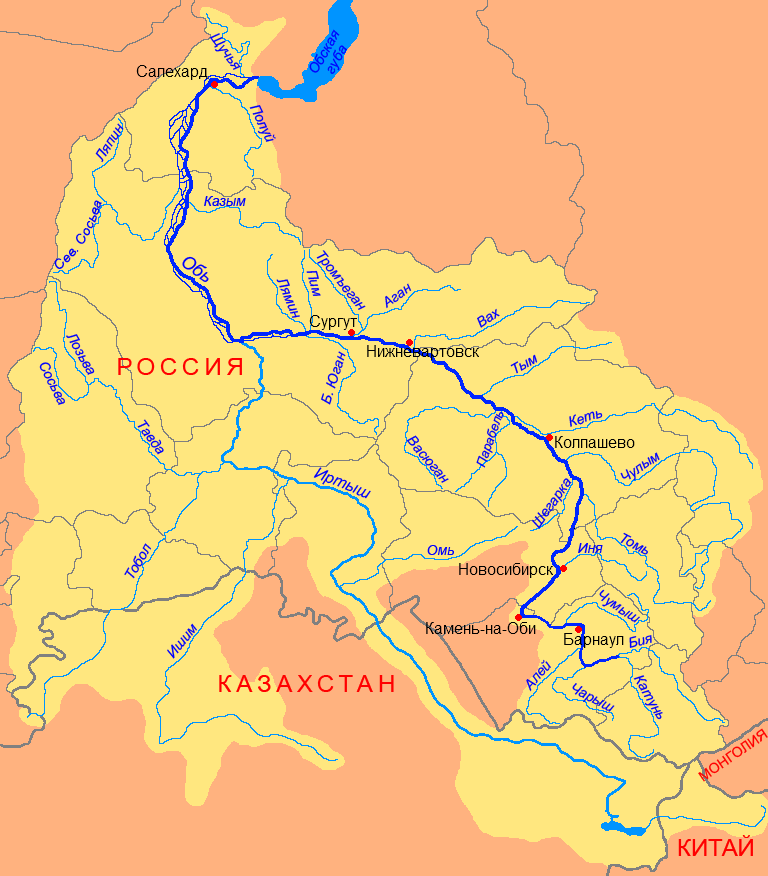
Einzugsgebiet des Ob und seiner Nebenflüsse

Das Einzugsgebiet des Obs beträgt 2.972.497 km² (das ist mehr als die 8,3-fache Fläche der Bundesrepublik Deutschland). Dabei entfallen auf seinen längsten Nebenfluss Irtysch rund 1.673.000 km² und auf seine Quellflüsse Bija und Katun rund 37.000 bzw. 70.000 km². Das Einzugsgebiet des Ob ist das siebtgrößte der Erde.
Neben Russland haben auch Kasachstan, die Volksrepublik China und die Mongolei Anteil am Einzugsgebiet des Ob. Die Anteile Chinas und der Mongolei beschränken sich dabei auf den Irtysch und seine Zuflüsse, während Kasachstan daneben noch Anteil am Einzugsgebiet des Alei besitzt.
Rund 85 % des Einzugsgebiets des Ob liegen in der Westsibirischen Tiefebene, lediglich im Süden und Südosten durchfließt der Ob an seinem Oberlauf die südsibirischen Hochgebirge des Mongolischen und Großen Altai und des Kusnezker Alatau sowie den Mittelgebirgszug des Salairrückens.
Dabei durchfließt der Ob Landschaften unterschiedlichster naturräumlicher Bedingungen. Von den Wüsten und Halbwüsten in seinem Quellgebiet über die Steppenlandschaften an seinem Oberlauf und die sumpfige Taigalandschaft an seinem Mittel- und Unterlauf bis zu den südlichen Ausläufern der Waldtundra und Tundra im Bereich der Mündung und des Obbusens quert er auf seinem Lauf die typischen kontinentalen Vegetations- und Klimazonen Zentral- und Nordasiens.
| Einzugsgebiet des Ob | Einzugsgebiet des Ob | Einzugsgebiet des Ob | Einzugsgebiet des Ob |
| Gesamtfläche in km²  | Staat                | Flächenanteil in km² | Anteil in %          |
| -------------------- | -------------------- | -------------------- | -------------------- |
| 2.972.497            |                      |                      |                      |
| Russland             | 2.192.700            | 73,77                |                      |
| Kasachstan           | 734.543              | 24,71                |                      |
| China                | 45.050               | 1,51                 |                      |
| Mongolei             | 200                  | 0,01                 |                      |

### Abflussregime
Der Ob weist ein typisches nivales Abflussregime auf. Bei diesen wird der Abfluss hauptsächlich von der Schneeschmelze gesteuert. Typisch sind daher starke Abflussspitzen im Frühjahr und Frühsommer und Niedrigwasser vom Spätsommer bis zum Ende des Winters. Am Oberlauf des Ob ist das nivale Abflussregime noch in der Variante des Berglandes ausgeprägt, dieses geht jedoch schon bald in ein nivales Regime des Tieflandes über.
So weist der Ob in Barnaul mit durchschnittlich rund 281 m³/s im Februar seine geringsten monatlichen Abflusswerte auf, der Monat mit den größten Abflussmengen ist der Juni mit gut 3660 m³/s, bei einer Einzugsgebietsfläche (total und effektiv) von 169.000 km² (Durchschnittswerte 1922–2000). Das niedrigste Niedrigwasser wurde im März 1956 mit 191 m³/s, das höchste Hochwasser im Juni 1969 mit 7080 m³/s gemessen.
Die Wassermengen nahe an der Mündung bei Salechard betragen etwa im März 3460 m³/s und nach der Schneeschmelze im Juni 32.630 m³/s (Durchschnittswerte 1930–1999), bei einer Einzugsgebietsgröße von 295.000 km² total bzw. 243.000 km² effektiv. Der Mittlere Abfluss beträgt hier 12.490 m³/s. Die niedrigsten gemessenen Abflusswerte in Salechard waren 2120 m³/s im März 1969, die höchsten 43.470 m³/s im August 1979.
Bezogen auf sein jeweiliges Einzugsgebiet weist der Ob eine mittlere jährliche Abflussspende von 8,81 l/(s·km²) am Oberlauf in Barnaul (Durchschnittswerte 1936–1989) bzw. 5,25 l/(s·km²) am Unterlauf in Salechard (Durchschnittswerte 1936–1994) auf.

Abflusswerte des Ob an der Station Barnaul 1922–2000[12]
Abflusswerte des Ob an der Station Salechard 1930–1999[2]
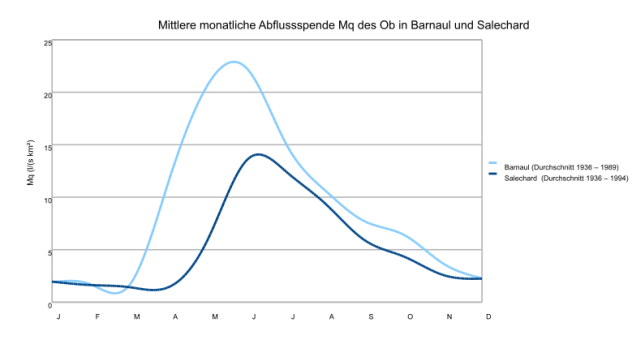
Abflussspenden des Ob an den Stationen Barnaul (1936–1989) und Salechard (1936–1994)

### Eisgang und Eisstoß

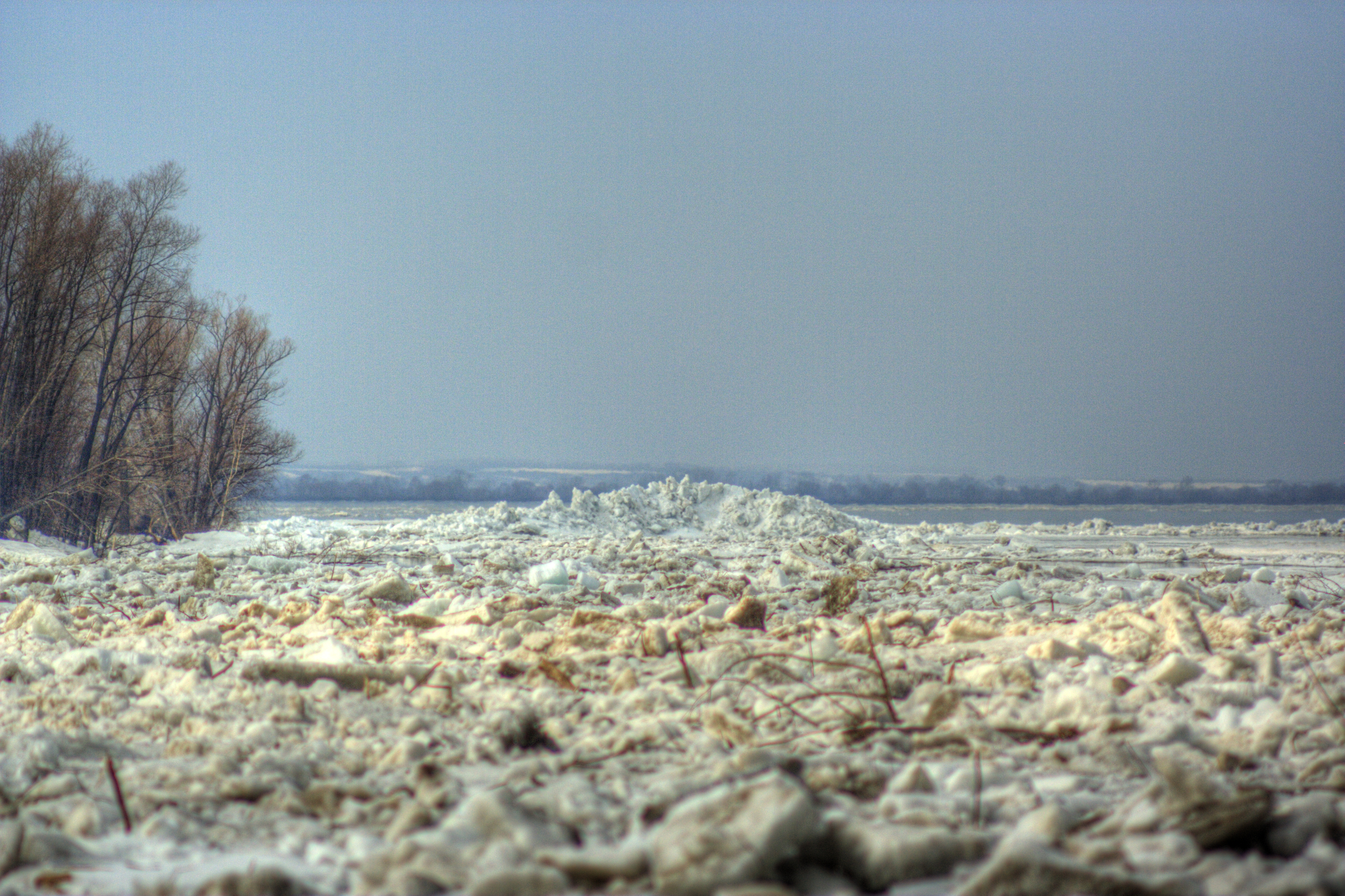
Eisstoß auf dem Ob

Der Ob ist auf seinem Oberlauf durchschnittlich für etwa 150, auf dem Unterlauf im Mittel für 220 Tage im Jahr mit Eis bedeckt. Während des Frühlings kommt es sehr häufig zu Bildung von Eisstößen, wenn das Eis des Flusses auf seinem Oberlauf und der Schnee im Einzugsgebiet im Süden bereits schmilzt, der Mittel- und Unterlauf aber noch gefroren ist.
Die durch den Eisgang aufgetürmten Eisdämme stauen den Fluss auf, der Wasserspiegel kann in kürzester Zeit um mehrere Meter ansteigen. Diese frühjährlichen Überschwemmungen können das Tal des Ob auf einer Breite von über 40 km überfluten. Um das Brechen des Eises zu beschleunigen und Überschwemmungen zu verhindern, werden immer wieder Sprengladungen aus der Luft auf die Eisdämme abgeworfen, etwa in der Region um Nowosibirsk.

### Nebenflüsse

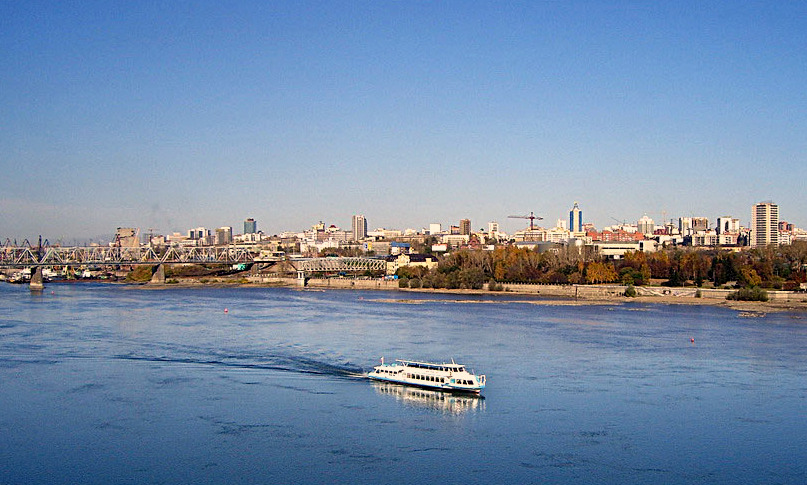
Ob in Nowosibirsk

Der Irtysch, der beim Zusammenfluss deutlich länger ist als der Ob mit seinen Quellflüssen, ist sein wichtigster Nebenfluss. Im gesamten Einzugsbereich des Obs gibt es rund 150.000 Flüsse.
Flussabwärts betrachtet wird der Ob unter anderem von diesen Flüssen gespeist (erste Zeile: Quellflüsse; mit Angabe des Einzugsgebietes in km², Länge in km und Abfluss in m³/s):
| Katun           | 60.900 km²    | 688 km   | 626 m³/s   |
| Anui            | 6.930 km²     | 327 km   | 36 m³/s    |
| Tscharysch      | 22.200 km²    | 547 km   | 186 m³/s   |
| Alei            | 21.100 km²    | 858 km   | 34 m³/s    |
| Tschaja         | 27.200 km²    | 542 km   | 85 m³/s    |
| Parabel         | 25.500 km²    | 308 km   | 105 m³/s   |
| Wassjugan       | 61.800 km²    | 1.082 km | 328 m³/s   |
| Großer Jugan    | 34.700 km²    | 1.063 km | 205 m³/s   |
| Großer Salym    | 18.100 km²    | 583 km   | 120 m³/s   |
| Irtysch         | 1.673.470 km² | 4.248 km | 2.150 m³/s |
| Nördliche Soswa | 98.300 km²    | 754 km   | 860 m³/s   |
| Synja           | 13.500 km²    | 217 km   | 120 m³/s   |
| Schtschutschja  | 12.300 km²    | 565 km   | 104 m³/s   |

| Bija       | 37.000 km²  | 600 km   | 477 m³/s   |
| Tschumysch | 23.900 km²  | 644 km   | 145 m³/s   |
| Berd       | 8.650 km²   | 363 km   | 46 m³/s    |
| Inja       | 17.600 km²  | 663 km   | 47 m³/s    |
| Tom        | 62.000 km²  | 827 km   | 1.110 m³/s |
| Tschulym   | 134.000 km² | 2.023 km | 785 m³/s   |
| Ket        | 94.200 km²  | 1.621 km | 560 m³/s   |
| Tym        | 32.300 km²  | 950 km   | 240 m³/s   |
| Wach       | 76.700 km²  | 964 km   | 665 m³/s   |
| Tromjogan  | 55.600 km²  | 581 km   | 425 m³/s   |
| Pim        | 12.700 km²  | 390 km   | 85 m³/s    |
| Ljamin     | 14.000 km²  | 420 km   | 100 m³/s   |
| Nasym      | 11.700 km²  | 422 km   | 87 m³/s    |
| Kasym      | 35.600 km²  | 659 km   | 267 m³/s   |
| Polui      | 21.000 km²  | 635 km   | 170 m³/s   |

Die Flüsse Nadym, Pur und Tas zählen ebenfalls zur hydrologischen Zone des Ob, denn sie münden in den Obbusen bzw. dessen östlichen Seitenästuar, den Tasbusen.

## Bedeutung

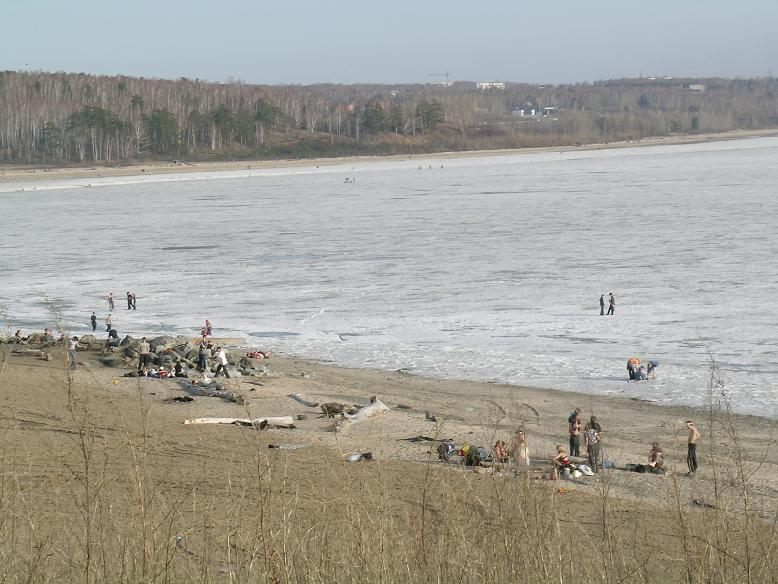
Ob bei Nowosibirsk

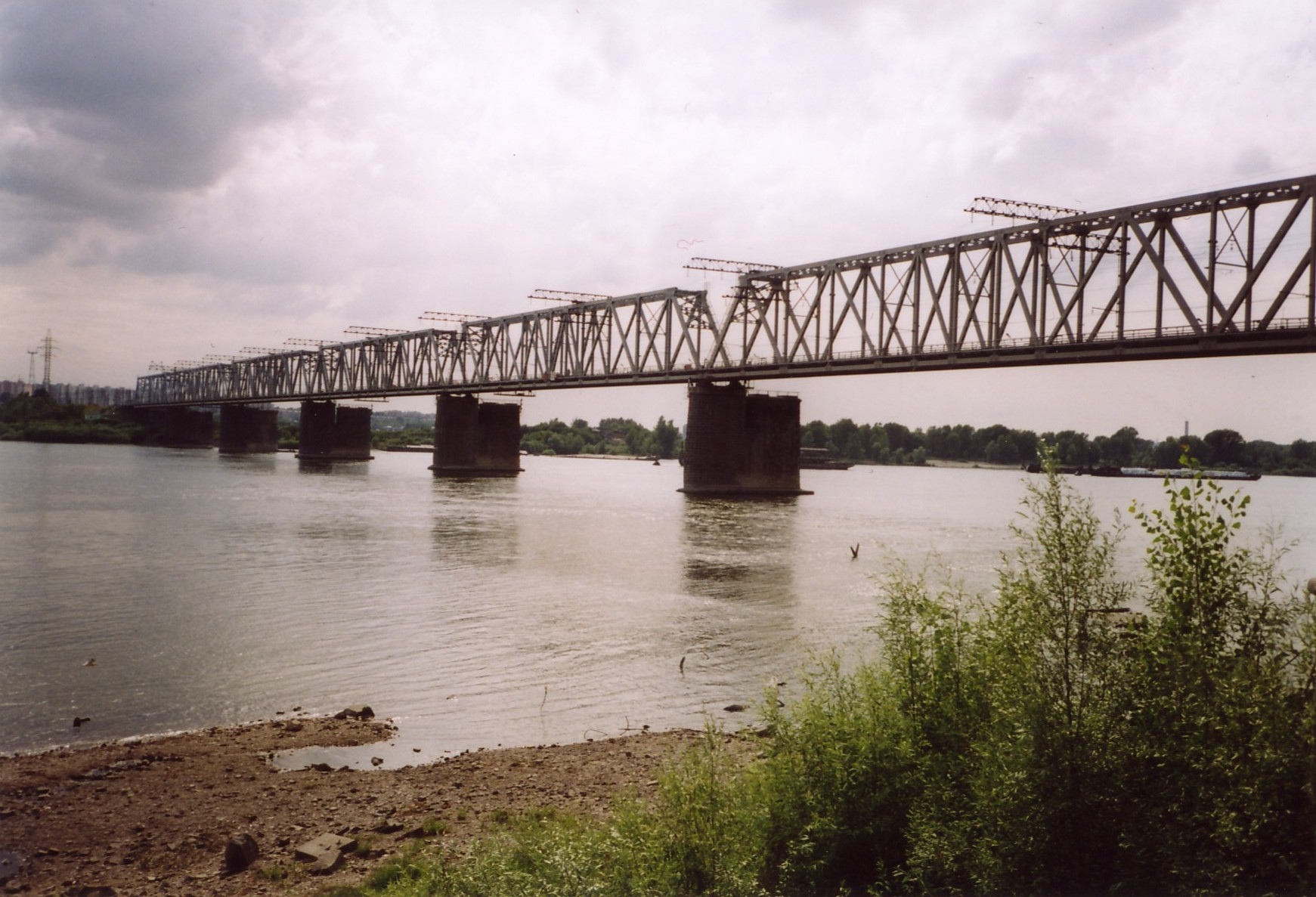
Eisenbahnbrücke Nowosibirsk

Der Fluss Ob ist eine der wichtigen Wasserstraßen zur Erschließung des Nordens von Sibirien neben dem Jenissei in Zentralsibirien und der Lena in Ostsibirien. Der Fluss ist auf seinem Oberlauf durchschnittlich während 190 Tagen und auf dem Unterlauf während 150 Tagen des Jahres schiffbar. Im Flusssystem des Ob existierten 1973 mehr als 260 Häfen und Anlegestellen sowie mehr als 150 Industrie-Kais.
Die wichtigsten Häfen am Ob sind Nowosibirsk (gegründet 1936), Surgut (1964) und Labytnangi (1948). Dabei dient der Ob hauptsächlich dem Transport von Waren wie Rundholz, Schnittholz, Baustoffe, Lebensmittel und Kohle in den bzw. aus dem Norden. Den Transport in west-östlicher Richtung übernimmt die Eisenbahn, etwa die Transsibirische Eisenbahn, die den Ob in Nowosibirsk kreuzt, und ihre Nebenlinien. Neben dem Gütertransport dient der Ob auch der Personenbeförderung, auch auf Langstrecken im Bereich des Flusses und seiner Nebenflüsse, sowie der Ausflugsschifffahrt.
Zusätzlich zur Bedeutung als Binnenwasserstraße wird der Ob auch für die Energiegewinnung genutzt, das Wasserkraftwerk am Nowosibirsker Stausee versorgt beispielsweise Nowosibirsk mit Strom. Die jährlich nutzbaren Energiemengen des Flusssystems Ob wurden auf 250 GWh geschätzt.
Daneben dient das Wasser des Ob auch der Versorgung der Industrie mit Brauchwasser und der Trinkwasserversorgung der ansässigen Bevölkerung.
Die rund 50 im Ob, seinen Nebenflüssen und dem Obbusen vorkommenden Fischarten bilden die Grundlage der Flussfischerei am Ob. Vorkommende Arten sind Störe, darunter beispielsweise der Sterlet, Hecht, Karpfenfische wie verschiedene Rutilus- und Carassius-Arten, Aland und Hasel, Quappe, Flussbarsch sowie verschiedene Lachsfische wie Njelma und Coregonus-Arten wie Muksun, Große Bodenrenke und Peledmaräne.

### Ökologischer Zustand
Nach Einschätzung von Greenpeace fließen über den Ob mehr als 125.000 Tonnen Rohöl aus dem Gebiet der westsibirischen Ölkatastrophe jährlich in das Nordpolarmeer. Es kann für die Zukunft nicht ausgeschlossen werden, dass zudem das Wasser des extrem radioaktiv verseuchten Karatschai-Sees über Grundwasserströme in Kontakt mit dem Ob kommt.
Pro Jahr trägt der Ob mit schätzungsweise 796 Tonnen Mikroplastik zu dem Plastikmüll in den Ozeanen bei.

### Stauseen
Der Ob durchfließt den Nowosibirsker Stausee (1072 km², maximal 8,8 Mrd. m³).

## Umleitungsprojekt
Im Rahmen des 1950 vom Ministerrat der UdSSR verkündeten Dawydow-Plans sollten die Flüsse Ob und Jenissei nach Süden umgeleitet werden, um die weit entfernten Trockengebiete um den Aralsee und das Kaspische Meer durch Bewässerung landwirtschaftlich nutzbar zu machen. Mitte der 1970er Jahre gab der Ministerrat konkrete Planungen in Auftrag. Nach Protesten vieler Intellektueller, darunter die Schriftsteller der umweltbewegten „Dorfliteratur“, an der Spitze Walentin Rasputin, wurde das Projekt während der Perestroika unter Michail Gorbatschow fallengelassen.

## Orte am Flusslauf
Die größten Städte am Fluss sind die Millionenstadt Nowosibirsk sowie die Großstädte Barnaul, Surgut und Nischnewartowsk. Nachfolgend sind die heute oder historisch bedeutendsten Orte am Ob, seinen Nebenarmen oder in unmittelbarer Nähe mit ihrer Zugehörigkeit zu den Föderationssubjekten Russlands in Fließrichtung aufgeführt:
| Föderationssubjekt                     | linkes Ufer                          | rechtes Ufer                                   |
| -------------------------------------- | ------------------------------------ | ---------------------------------------------- |
| Region Altai                           | - Barnaul - Kamen am Ob              | - Nowoaltaisk                                  |
| Oblast Nowosibirsk                     | - Ordynskoje - Ob                    | - Berdsk - Nowosibirsk*                        |
| Oblast Tomsk                           |                                      | - Kolpaschewo - Narym - Streschewoi            |
| Autonomer Kreis der Chanten und Mansen | - Neftejugansk - Poikowski - Priobje | - Nischnewartowsk - Megion - Langepas - Surgut |
| Autonomer Kreis der Jamal-Nenzen       | - Labytnangi                         | - Salechard                                    |

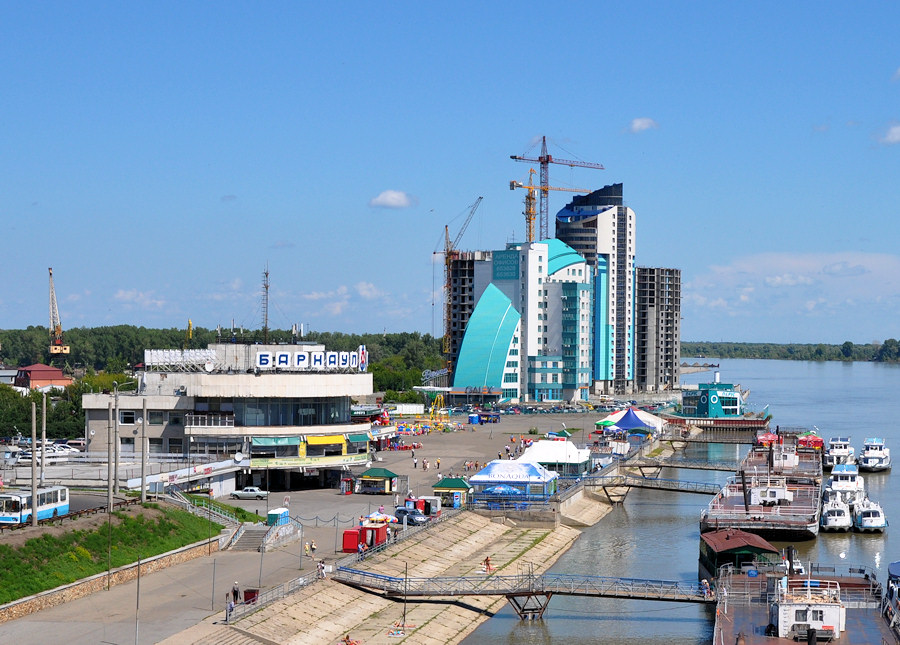
Hafen am Ob in Barnaul

Anmerkung: * überwiegend am rechten Ufer